# Municipio de Old Hickory
El municipio de Old Hickory (en inglés: Old Hickory Township) es un municipio ubicado en el condado de Conway en el estado estadounidense de Arkansas. En el año 2010 tenía una población de 203 habitantes y una densidad poblacional de 6,58 personas por km².

## Geografía
El municipio de Old Hickory se encuentra ubicado en las coordenadas 35°19′55″N 92°48′41″O / 35.33194, -92.81139. Según la Oficina del Censo de los Estados Unidos, el municipio tiene una superficie total de 30.85 km², de la cual 30,37 km² corresponden a tierra firme y (1,56 %) 0,48 km² es agua.

## Demografía
Según el censo de 2010, había 203 personas residiendo en el municipio de Old Hickory. La densidad de población era de 6,58 hab./km². De los 203 habitantes, el municipio de Old Hickory estaba compuesto por el 95,57 % blancos, el 1,48 % eran afroamericanos, el 1,48 % eran amerindios y el 1,48 % eran de una mezcla de razas. Del total de la población el 3,94 % eran hispanos o latinos de cualquier raza.